# Biens et technologies à double usage
 (janvier 2021).
La mise en forme du texte ne suit pas les recommandations de Wikipédia : il faut le « wikifier ».
Les points d'amélioration suivants sont les cas les plus fréquents. Le détail des points à revoir est peut-être précisé sur la page de discussion.
- Les titres sont pré-formatés par le logiciel. Ils ne sont ni en capitales, ni en gras.
- Le texte ne doit pas être écrit en capitales (les noms de famille non plus), ni en gras, ni en italique, ni en « petit »…
- Le gras n'est utilisé que pour surligner le titre de l'article dans l'introduction, une seule fois.
- L'italique est rarement utilisé : mots en langue étrangère, titres d'œuvres, noms de bateaux, etc.
- Les citations ne sont pas en italique mais en corps de texte normal. Elles sont entourées par des guillemets français : « et ».
- Les listes à puces sont à éviter, des paragraphes rédigés étant largement préférés. Les tableaux sont à réserver à la présentation de données structurées (résultats, etc.).
- Les appels de note de bas de page (petits chiffres en exposant, introduits par l'outil «  Source ») sont à placer entre la fin de phrase et le point final[comme ça].
- Les liens internes (vers d'autres articles de Wikipédia) sont à choisir avec parcimonie. Créez des liens vers des articles approfondissant le sujet. Les termes génériques sans rapport avec le sujet sont à éviter, ainsi que les répétitions de liens vers un même terme.
- Les liens externes sont à placer uniquement dans une section « Liens externes », à la fin de l'article. Ces liens sont à choisir avec parcimonie suivant les règles définies. Si un lien sert de source à l'article, son insertion dans le texte est à faire par les notes de bas de page.
- La présentation des références doit suivre les conventions bibliographiques. Il est recommandé d'utiliser les modèles {{Ouvrage}}, {{Chapitre}}, {{Article}}, {{Lien web}} et/ou {{Bibliographie}}. Le mode d'édition visuel peut mettre en forme automatiquement les références.
- Insérer une infobox (cadre d'informations à droite) n'est pas obligatoire pour parachever la mise en page.

Pour une aide détaillée, merci de consulter Aide:Wikification.
Si vous pensez que ces points ont été résolus, vous pouvez retirer ce bandeau et améliorer la mise en forme d'un autre article.
Les biens et technologies à double usage (ou biens à double usage ou encore technologies à double usage ou technologies duales) sont des produits et technologies, y compris les logiciels, initialement conçus pour un usage civil et susceptible d'être détourné par leur utilisateur à des fins militaire, terroriste, ou d'abus des Droits de l'Homme. C'est-à-dire pour utilisation de nature violente ou agressive.
Il peut s'agir de tout type de bien, des drones aux produits chimiques. Au sein de l'Union européenne, dix catégories de biens sont considérés comme sensibles ou stratégiques compte tenu de leurs applications militaires potentielles en cas de détournement de leur usage initial. L'exportation de ces marchandises donne donc lieu à un contrôle préalable à l'exportation. L'origine de la marchandise, l'exportateur, l'utilisation de la marchandise et le récipiendaire, utilisateur final sont les points d'attention clés.
Les utilisations militaires concernent non seulement le Bionics non conventionnel (nucléaire, radiologique, bactériologique et chimique) mais aussi l'armement conventionnel. C'est surtout dans les domaines nucléaire et balistique que les exemples de détournement de technologies à double usage ont été les plus spectaculaires et médiatisés. Ainsi, de nombreux pays ont utilisé les technologies et expertises acquises dans le cadre de leur programme nucléaire civil pour développer, parallèlement ou ultérieurement, un programme nucléaire militaire. Dans le même ordre d'idées, la course à l'espace à laquelle les États-Unis et l'Union soviétique se sont livrés durant la Guerre froide leur a permis d'acquérir des compétences dans la technologie des missiles balistiques intercontinentaux.

## Historique
Les premiers instruments de lutte contre la prolifération datent de la création, en 1949, du Coordinating Comittee for multilateral strategic export control (COCOM) par les membres de l'OTAN afin d’éviter les ventes de produits stratégiques vers les pays du Pacte de Varsovie. Le COCOM est dissout à la fin de la guerre froide. Les principaux pays exportateurs et producteurs de technologies à double usage ont, depuis les années 1970, formé plusieurs régimes multilatéraux de contrôle des exportations afin d'harmoniser leurs politiques d'exportations en la matière. Le régime principal est l'accord de Wassenaar. Cependant il est à noter que cet accord n'est pas légalement contraignant, contrairement au règlement no 428/2009 pour les États membres de l'Union européenne.et l’arrangement de Wassenaar lui succède en 1995.
La plupart des pays industrialisés ont mis en place des mesures de contrôle d'exportations des biens et technologies à double usage, et cela à différents niveaux. Ainsi, les États-membres de l'Union européenne sont tenus par une réglementation commune régissant leur commerce de ces biens et technologies. Aux États-Unis, le Département de Commerce publie une liste " Commerce Control List". Le  le Bureau of Industry and Security (BIS) est ensuite chargé de s'assurer du respect des règles de contrôles à l'exportation des biens à double usage.

## Définition des biens à double usage
Sur le territoire de l'Union européenne, le Règlement (CE) 428/2009 du 5 mai 2009 instituant un régime communautaire de contrôle des exportations, des transferts, du courtage et du transit de biens à double usage définit la notion de biens à double usage.
Au sens large, il peut s'agir de biens industriels, logiciels, technologies ou cryptologie qui sont susceptibles d'être détournées d'un usage pacifique par leur utilisateur final.
Ces biens pourraient donc être utilisées dans aux fins de:  
- Prolifération  (armes nucléaire, chimique, biologique)
- Développement de technologie de missiles
- Répression interne
- Contournement des sanctions financières internationales (ie: embargos décidés par l'UE et l'ONU) [7]

## Les régimes internationaux de contrôle des exportations de biens à double usage
Pour lutter contre la prolifération, différents moyens ont été mis en place sur la scène internationale.
Quatre régimes font office d'autorité et sont reconnus par une grande majorité d'états et organisations internationales: 

### Arrangement de Wassenaar (Armes conventionnelles)
L'Arrangement sur le contrôle des exportations d'armes conventionnelles et de biens et technologies à double usage signé le 19 décembre 1995 et entré en vigueur le 12 juillet 1996 à Wassenaar aux Pays-Bas est un traité multilatéral de contrôle des exportations composé de 33 membres fondateurs.
En octobre 2020, les états participants sont: Allemagne, Afrique du Sud, Argentine, Australie, Autriche, Belgique, Bulgarie, Canada, Croatie, Espagne, États-Unis, République tchèque, Danemark, Estonie, Finlande, France, Grèce, Hongrie, Inde, Irlande, Italie, Japon, Lettonie, Lituanie, Luxembourg, Malte, Mexique, Pays-Bas, Nouvelle-Zélande, Norvège, Pologne, Portugal, Corée du Sud, Roumanie, Royaume-Uni, Russie, Slovaquie, Slovénie, Suède, Suisse, Turquie, Ukraine.

### Groupe des Fournisseurs Nucléaires/GFN ou Nuclear Supplier Group/NSG (Technologies nucléaires)
Créé en 1974, le Groupe des Fournisseurs Nucléaires (GFN) est un groupe de pays fournissant des articles nucléaires, qui s'efforce de contribuer à la non-prolifération des armes nucléaires en mettant en œuvre deux séries de directives relatives aux exportations d'articles nucléaires et d'articles connexes, liés au domaine nucléaire.
La première série de directives du GFN sont publiées en 1978 par l’Agence internationale de l'énergie atomique (AIEA) dans le document INFCIRC/254 (modifié par la suite) et s’appliquent aux transferts d’articles nucléaires à des fins pacifiques, l’objectif étant de faire en sorte que ces transferts ne soient pas détournés vers des activités du cycle du combustible nucléaire non soumises aux garanties ou vers des activités nucléaires explosives
La seconde série de directives du GFN sont publiées en 1992 afin d’élaborer des directives applicables aux transferts d’équipements, de matières et de technologies à double usage dans le domaine nucléaire, c’est-à-dire des articles ayant des utilisations à la fois nucléaires et non nucléaires, qui pourraient contribuer de manière importante à une activité du cycle du combustible nucléaire non soumise aux garanties ou à une activité nucléaire explosive. Ces directives ont été publiées en tant que partie 2 du document INFCIRC/254, les directives initiales publiées en 1978.
Ces directives sont ensuite mise à jour à plusieurs reprises afin d'élargir le champ d'application et en préciser certains aspects.

### Groupe Australie (armes chimique et biologique)
Le Groupe Australie est un régime multilatéral de contrôle des exportations créé en 1985, les membres du groupes ne sont soumis à aucune obligation juridiquement contraignante. Néanmoins, les membres sont parties à la Convention sur les armes chimiques entrée en vigueur le 29 avril 1997 et de la Convention sur les armes biologiques et à toxines et appuient sans réserve les efforts menés dans le cadre des conventions visant à débarrasser la planète des armes chimiques et biologiques. L'utilisation par l’Iraq sous forme d’agents neurotoxiques et de gaz moutarde pendant la guerre Iran-Iraq dans les années 80, ainsi que l’attaque au gaz sarin dans le métro de Tokyo en 1995 sont des exemples de ces armes.
En octobre 2020, les états membres du groupe sont : Allemagne, Argentine, Australie, Autriche, Belgique, Bulgarie, Canada, république de Chypre, Union européenne, république de Corée, Croatie, Danemark, Espagne, Estonie, États-Unis, Finlande, France, Grèce, Hongrie, Inde, Irlande, Islande, Italie, Japon, Lettonie, Lituanie, Luxembourg, Malte, Mexique, Norvège, Nouvelle-Zélande, Pays-Bas, Pologne, Portugal, Roumanie, Royaume-Uni, Slovaquie, Slovénie, Suède, Suisse, Tchéquie, Turquie, Ukraine

### Régime de Contrôle des Technologies et Missiles/RCTM Missile Technology Control Regime/MTCR (Technologie des missiles)
Créé en 1987, le Régime de Contrôle des Missiles est un groupe de pays engagés dans la limitation de la prolifération des armes de destruction massive en contrôlant les transferts des missiles pouvant servir de vecteur pour ces armes.
À cette fin les membres adhérent à des directives relatives aux politiques d’exportation pour une liste d'articles contrôlés prévus dans la liste des équipements, des logiciels et des technologies. Les membres se réunissent régulièrement concernant les régimes nationaux de licences d’exportation.
Les membres fondateurs sont l'Allemagne de l'Ouest, le Canada, la France, l'Italie, le Japon, le Royaume-Uni et les États-Unis.

## Dans l'Union européenne

### Classification européenne des marchandises
Le règlement des biens à double usage liste dans son Annexe I les catégories de marchandises (produits et technologies) dont les propriétés techniques pourraient être détournées à des fins d'utilisation militaire.
L'Union européenne regroupe ainsi en un règlement d'application directe, les biens soumis à contrôle en vertu des quatre accords internationaux (Wassenaar, NSG, Groupe d'Australie, MTCR)   
Certaines marchandises entrent "par nature" dans une ou plusieurs catégories de biens à double usage. Pour faciliter la classification de ces biens, la Commission Européenne a publié sur son site une table de corrélation. Ce document liste les codes tarifaires des marchandises (cf. base de données TARIC) qui correspondent à des catégories de biens à double usage.
L'utilisation de cette table suppose d'avoir établi au préalable une classification douanière précise des marchandises.

### Clause attrape-tout
Parfois, la nature d'un bien ne permet pas de le classer dans l'une ou l'autre des catégories de prime abord. L'article 4 du règlement (CE) n°428/2009 modifié prévoit que certains biens, non listés dans le règlement peuvent quand même être soumis à contrôle  parce qu'ils sont susceptibles de contribuer à la prolifération des armes chimiques, biologiques ou nucléaires, cette clause est dite « attrape-tout ».
Cette clause, qui s’applique à un exportateur pour un bien et une destination donnés, suppose de solliciter une licence d’exportation. Sa mise en œuvre est notifiée à l’exportateur par les autorités compétentes à l’issue d’un examen du projet d’exportation.
Cette clause peut s'appliquer à tout type de bien dès lors que les autorités identifient que ses propriétés la rendent utilisable à des fins militaires stratégiques. La clause est limitée à un exportateur pour un bien une destination spécifique. L'exportateur est informé par les autorités administratives.

### Champ d'application
La demande préalable d'autorisation à l'export exigée par le règlement (CE) n°428/2009 est applicable :
- à tout exportateur établi dans l'Union européenne quel que soit son statut (fabricant ou revendeur),
- quel que soit l'aspect du bien à double usage (neuf, usagé, d'occasion)

Pour tous les biens dont les propriétés techniques correspondent à une catégorie de biens à double usage.

### Bonnes pratiques
- Vigilance renforcée[12] en présence d'indicateurs d'alerte "red flags"
- Identifier l'utilisateur final des biens  et s'assurer que lui ou ses bénéficiaires effectifs ne sont pas soumises à des sanctions individuelles publiées par l'Union européenne (gel des avoirs, sanctions sectorielles)
- S'assurer de l'utilisation exclusivement civile des biens en utilisant des clauses contractuelles appropriées
- S'assurer que la destination finale n'est pas soumise à des mesures restrictives ou que la route de transport n'emprunte pas des territoires soumis à des mesures restrictives particulières vis à vis des biens à double usage (Iran, Syrie, république populaire et démocratique de Corée, Russie, Venezuela…)
- Vérifier en cas d'article nouveau ou innovant sur sa possible application militaire ou sensible avec des biens à double usage listés auquel cas, les autorités devront être consultées
- Mettre en place des mesures de vigilance renforcée
- Informer les autorités administratives compétentes en cas d'identification d'une potentielle tentative de contournement sur l'utilisation des biens ou de changement de destinataire final au cours de l'exportation
- Former dans les entreprises et institutions financières les compliance officers chargés du contrôle des exportations ou des mesures restrictives aux règles douanières spécifiques applicables aux biens à double usage et marchandises stratégiques.
- Faciliter les échanges entre les autorités administratives et les acteurs privés afin d'assurer une mise en oeuvre efficace des contrôles des exportations (séminaire, conférence, hotline, portail digital public)

## Piratage informatique

### Droit international
Pour ce qui est du piratage informatique, à la suite des scandales de surveillance de Hacking Team et du logiciel d'espionnage FinFisher l'accord de Wassenaar a été modifié en 2012 et 2013. Ces modifications ont permis à l'accord de couvrir également les "intrusion software", les "mobile interception or jamming equipment" et les "Internet Protocol (IP) network surveillance systems".

### Droit de l'Union européenne
En conséquence des modifications apportées à l'arrangement de Wassenaar, le règlement européen no 428/2009 a été modifié en 2014 pour intégrer les mêmes termes : « Furthermore, a Surveillance  Technology  Expert  Group  (STEG)  was  established  by  the  EU’s  Dual-Use Coordination  Group  (DUCG)  to  examine  the  issue  of  regulating  hacking  tools and  other surveillance technologies. »

## Biens à double usage et mesures restrictives de l'UE (sanctions financières, embargos)
Certains règlements de l'Union européenne prévoient des mesures restrictives afin de lutter contre la prolifération sur certains territoires spécifiques. C'est le cas notamment de la république populaire et démocratique de Corée et de l'Iran. Certaines catégories de biens identifiés dans le règlement (CE) n°428/2009, modifié font alors l'objet de restrictions à l'export supplémentaires voire d'interdictions à l'export dans ces territoires.
Ainsi, les mesures de contrôles des exportations et les sanctions financières internationales sont des mesures de contrôle et de régulation ayant pour objet d'interdire ou de restreindre certaines opérations de commerce extérieur.
Dans le domaine des biens et technologie à double usage, ce qui distingue d'un côté le contrôle des exportations des biens à double usage et de l'autre côté les sanctions ou mesures restrictives c'est la finalité. En effet, dans le contrôle des exportations biens à double usage, la finalité c'est le criblage des articles et marchandises nécessitant la mise en oeuvre de mesures de contrôles spécifique. Alors que dans les sanctions, pour ce qui concerne les biens à double usage, la finalité c'est d'interdire ou restreindre l'accès à des articles et marchandises à des entités sur un territoire spécifique (dans certains cas à toutes les entités pour tout un pays et dans d'autres cas, certaines entités, ou certains territoires délimités ne constituant pas nécessairement un état)  
Les règlements européens mettant en œuvre des mesures restrictives spécifiques sur certaines catégories de biens à double usage sont nombreux. Dès lors qu'un exportateur identifie que l'utilisateur final de ses biens se situe ou pourrait se situer dans un pays/territoire soumis à des mesures restrictives, il doit procéder à plusieurs vérifications complémentaires aux bonnes pratiques (cf. supra).
1. Dans un premier temps, l'exportateur s'assure au regard de la classification de sa marchandise que celle-ci n'entre pas dans le champ des restrictions générales à l'export prévues par le règlement.
2. Dans un second temps, l'exportateur vérifie si sa marchandise entre dans une des catégories de biens à double usage listée par ce règlement afin de suivre, s'il y a lieu une procédure de demande d'autorisation (ou "licence") spécifique auprès de l'autorité administrative compétente. La Commission Européenne sur sa page dédiée au contrôle des biens à double usage liste les autorités compétentes pour les demandes de licences au sein de l'Union européenne[16] (la compétence territoriale varie selon l'origine des marchandises et/ou de l'exportateur).

Il est de l'intérêt des exportateurs de mettre en œuvre des contrôles à l'exportation et d'associer à ces contrôles administratif des vérifications sur l'ensemble des contreparties à la transaction afin d'éviter un blocage en douane ou des difficultés liées au financement de l'exportation. En cas de doute, il convient de solliciter les autorités en amont afin de s'assurer que l'exportation est licite. En France, l'exportateur contacte un service de la Direction générale des entreprises: le Service des biens à double usage  (SBDU). Le courrier adressé à l'exportateur par le SBDU pourra utilement être présenté à l'administration des douanes en cas de contrôle et garantira un dédouanement fluide, s'il y a lieu, le Service des Biens à Double Usage accorde une autorisation d'exportation.
Dans la plupart des pays de l'Union européenne, les infractions aux mesures restrictives tels que l'exportation de biens interdits ou sensibles à destination de contreparties soumises à des mesures de gel des avoirs peuvent mener à de lourdes sanctions pénales. En France, les infractions aux règlements européens en matière de sanctions sont passibles, entre autres, d’une peine de cinq ans d’emprisonnement (art. 459 du Code des Douanes).

### Corée du Nord
- Règlement (UE) 2017/1509 du 30 août 2017[19] du Conseil concernant des mesures restrictives à l'encontre de la république populaire démocratique de Corée

L'ensemble des marchandises entrant dans les catégories définies par le règlement (CE) 428/2009 sont désignées dans la Partie I de l'annexe II du règlement Corée du Nord.
En plus, le règlement Corée du Nord vise dans la Partie II de l'annexe II des catégories de biens supplémentaires pour inclure des articles considérées comme connexes aux biens à double usage susvisés.
Par conséquent, la notion de "biens à double usage" est définie dans le règlement Corée du Nord dans un sens très étendu. Tous les articles de l'annexe I font l'objet d'une interdiction totale d'importation ou d'exportation.

### Iran
Règlement (UE) 267/2012 

### Syrie
Règlement (UE) 36/2012 

### Russie
Règlement (UE) 833/2014 du 31 juillet 2014 du Conseil concernant des mesures restrictives eu égard aux actions de la Russie déstabilisant la situation en Ukraine
L’exportation de biens à double usage est interdite si la marchandise est destinée à: 
- un usage ou une utilisation à des fins militaires
- un utilisateur final militaire

Sont permises les exportations destinées à  des utilisateurs mixtes (civil et militaires) dès lors que l'utilisation finale des marchandises est exclusivement civile. En revanche, si l’armée russe est l’utilisateur final, alors les biens sont considérés de facto comme ayant un usage militaire et les exportations sont donc interdites.
Par exception, les obligations découlant de contrats (militaires) conclus avant 2014 peuvent faire l’objet d’une dérogation autorisant l’exportation accordée par les autorités compétentes du pays exportateur.
Les biens à double usage en lien avec le pétrole, tels que listés à l’annexe II, sont obligatoirement soumis à autorisation préalable s’ils sont destinés ou utilisés en Russie. Ils sont interdits d’exportation s’ils sont utilisés aux fins d’exploration et de production de pétrole :
- dans les eaux profondes  (>150 mètres)
- en mer au nord Arctique
- à partir de ressources dans des formations de schiste par fracturation hydraulique; (ne s’applique pas s’il s’agit de seulement traverser les formations de schiste sans en extraire les ressources)

### Birmanie / Myanmar
Règlement (UE) 401/2013 

### Ukraine région de Crimée
Règlement (UE) 692/2014

### Venezuela
Règlement (UE) 2017/2063 du Conseil du 13 novembre 2017 concernant des mesures restrictives en raison de la situation au Venezuela
Sont soumises à autorisation préalable des régulateurs européens compétents toute exportation de biens à double usage issus de la catégorie 5. L'objectif de l'Union européenne est d'empêcher le gouvernement Maduro d'obtenir des moyens de surveillance et de les utiliser à des fins repression contre l'opposition politique. Ce gouvernement utilise également la technologie et le digital pour tenter de contourner les sanctions internationales. En émettant une cryptomonnaie, le Petro dont la valeur est adossée aux ressources du pays, le gouvernement fait ainsi preuve d'innovation en utilisant des systèmes de sécurité de l'information indépendant du contrôle des Etats tiers.
Plus spécifiquement, les biens à double usage listés à l'annexe II du règlement Venezuela concernent les équipements d'inspection approfondie des paquets; l’ensemble des équipements d’interception et ou surveillance des réseaux et données (y compris la conservation); les équipements de surveillance des radiofréquences; de brouillage des réseaux et des satellites; d'infection à distance; de reconnaissance et de traitement de la voix ou profilage des formes; les équipements de criminalistique; de traitement sémantique; de violation de codes WEP et WPA; d'interception pour les protocoles VoIP propriétaires ou standard.
Les logiciels et technologies pour le développement, l’utilisation ou la production de ces équipements sont également soumis à la même procédure de demande d’autorisation préalable.

## Catégories des biens à double usages selon l'Union européenne

### Codification
Les différentes catégories de biens à double usage sont codifiées par 5 à 6 caractères alphanumériques.
- Le premier caractère est un chiffre correspond à la catégorie du bien
- Le second caractère est une lettre qui précise la nature du bien
- Le troisième caractère est un chiffre qui indique le régime réglementaire auquel se rattache le bien
- Les trois derniers caractères vont venir spécifier les caractéristiques techniques du bien

| Catégorie                                                    | Description et types d'articles |
| ------------------------------------------------------------ | --- |
| 0 - Nucléaire                                                | réacteurs nucléaires, équipements et composants spécifiques à l'industrie nucléaire, matériel nucléaire |
| 1- Matériaux, produits chimiques micro organismes et toxines | biotechnologie, nano-biotechnologie, agents pathogènes d'origine humaine, végétale ou animale, toxines, équipement de protection ou de manipulation biologique, contenants de matières biologiques.                                                            |
| 2 - Traitement des matériaux                                 | polymères, additifs pour carburants, lubrifiants, produits chimiques, usines pétrochimiques, équipements et composants tels que des pompes, échangeurs thermiques, valves et colonnes de distillation.                                                         |
| 3 - Electronique                                             | circuits, semi-conducteurs, circuits intégrés de réseau neuronal (intelligence artificielle) |
| 4 - Calculateurs                                             | ordinateur, ordinateur neuronal (intelligence artificielle) |
| 5 - Télécommunications et sécurité de l'information          | logiciel d'intrusion et articles associés, système de télécommunication, équipement, composants et accessoires dont systèmes d'interception et de brouillage, disques durs d'information sécurisée, logiciels et technologie dont encryptage et crypto-analyse |
| 6 - Capteurs et lasers                                       | capteurs optiques et acoustique, caméras, capteur d'image, systèmes de radar |
| 7 - Navigation et aéro-électronique                          | systèmes de navigation de reception (satellite ou intégré), gyroscope, accéléromètre |
| 8 - Marine                                                   | vaisseaux de surface, vaisseaux sous-marins, mousse syntactiques, systèmes de vision sous marine, systèmes de transmission d'énergie et générateurs |
| 9 - Systèmes de propulsion                                   | systèmes de propulsion, drones, moteurs à turbine |